# Канал (фильм, 1957)
«Канал» (пол. Kanał) — художественный фильм польского режиссёра Анджея Вайды. Лауреат специального приза Каннского кинофестиваля 1957 года. Второй фильм из трилогии Вайды о Второй мировой войне, куда также входят картины «Поколение» и «Пепел и алмаз».
По свидетельству Анджея Вайды, фильм был вдохновлён антисоветским стихотворением польского поэта Юзефа Щепанского «Czerwona zaraza» (Красная зараза).

## Сюжет
Фильм повествует о трагической судьбе группы бойцов Армии Крайовой во время Варшавского восстания 1944 г., которая пытается покинуть центр Варшавы через канализационные каналы.

## В ролях
- Тереса Ижевская — связная «Маргаритка»
- Тадеуш Янчар — подхорунжий «Баркас»
- Венчислав Глинский — поручик «Заноза»
- Станислав Микульский — «Стройный»
- Эмиль Каревич — поручик «Умный»
- Тереза Березовска — связная Халинка
- Тадеуш Гвяздовский — сержант «Костыль»
- Владек Шейбал — Михал
- Ян Энглерт — «Зефир»
- Здзислав Лесняк — «Маленький»
- Эва Вишневская
- Адам Павликовский
- Рышард Филипский —  (не указан в титрах) и др.